# Fernand Clérault
Fernand Clérault (né en 1844 à Paris, mort en 1924 à Chatou) est un pionnier français du chemin de fer, ingénieur en chef des mines et du matériel et de la traction de la Compagnie des chemins de fer de l’Ouest.

## Biographie
Fernand Clérault fait ses études classiques au lycée Bonaparte (aujourd’hui lycée Condorcet) à Paris, entre en 1863 à l’École polytechnique et en sort en 1865 dans le corps des Mines.
Après trois ans passés à l’École nationale des mines, il est attaché comme ingénieur au service de la cartographie géologique détaillée  de la France sous la direction d’Elie de Beaumont.
Lors de la guerre de 1870, nommé capitaine au corps des mineurs auxiliaires de génie puis capitaine au corps d’artillerie des mitrailleuses, il est décoré pour ses services militaires, ensuite appelé successivement au contrôle des chemins de fer de l’Est et en 1878 mis en congé pour entrer au service du matériel et de la traction de Compagnie des chemins de fer de l’Ouest dont il est nommé ingénieur en chef quelques années après.
Promu ingénieur en chef des mines, il conserve son poste à la Compagnie de l’Ouest. Il est rapporteur des Comités d’admission et d’installations puis rapporteur du jury des récompenses pour la classe des chemins de fer à l’Exposition universelle de 1889.
Comme ingénieur en chef du matériel et de la traction de la Compagnie de l’Ouest, Clérault s’occupe d’une part, des questions de personnel et des questions d’organisation (pour obtenir des améliorations dans les différentes branches du service) ; d’autre part, sous sa direction sont réalisés de sérieux progrès dans la construction des locomotives, voitures et wagons.
Il dirige entre autres l’installation de la traction électrique sur la ligne entre les Invalides à Paris et Versailles.
Dans La Bête humaine, Émile Zola choisit comme principal lieu de l’action la cabine d’une locomotive. Il s’informe auprès de la Compagnie de l’Ouest et obtient le 15 avril 1889 de pouvoir rester dans une locomotive sur le trajet de Paris à Mantes.
Il est accompagné dans son expérience de Fernand Clérault qui lui donne chemin faisant les explications nécessaires et lui fait visiter à l’arrivée le dépôt de Mantes. Émile Zola pourra ainsi décrire exactement l'habitacle, les gestes des deux conducteurs de train, la manœuvre, etc.,

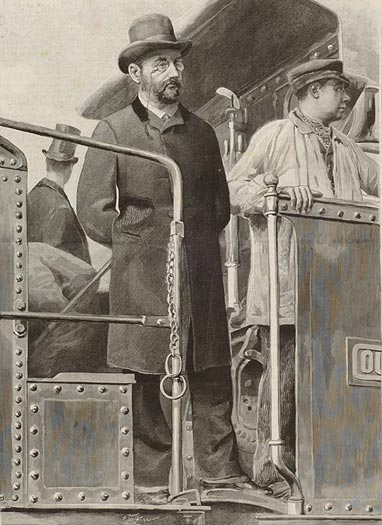
Émile Zola et Fernand Clérault de dos en second plan le 15 avril 1889 - "M. Émile Zola : dessin d'après nature fait lors de son voyage de Paris à Mantes sur une locomotive", "L'Illustration", 8 mars 1890.

Clérault est membre du Jury des récompenses pour la classe des Chemins de fer lors de l’Exposition universelle de 1900.
Mis à la retraite de la Compagnie des chemins de fer de l’Ouest, il continue à faire partie, au ministère des Travaux Publics, de la Commission centrale des machines à vapeur à laquelle il est attaché depuis 1872.
Fernand Clérault s’occupe également de diverses sociétés industrielles au travers de ses mandats de membre du Comité central des Houillères de France, d'administrateur de la Société Nouvelle des Charbonnages des Bouches-du-Rhône, de la Compagnie des mines de charbon de Graissessac, et enfin comme Président de la compagnie universelle d’Acétylène de 1903 à 1924.

### Famille
Fernand Clérault est issu de la famille Grimprel, famille de financiers et d'agents de change à Paris. Il est le fils de Charles Clérault, avocat aux conseils, et de Camille Grimprel. Marié à Thérèse Usquin, fille du baron Jacques Usquin, il est le dernier administrateur familial de la Compagnie des mines de charbon de Graissessac créée en 1825 par le baron Philippe Usquin et nationalisée en 1946 pour devenir les Charbonnages de France.
Descendance : 
- Hubert Rigault (1901-1992) est sélectionné à plusieurs reprises au championnat de France de tennis (quarts de finale[8] contre Jean Borotra au championnat de France de 1927) et participe au tournoi de Roland-Garros de 1928 (Simple messieurs), où il affronte le Sud-africain John Holthouse[9]. Il joue dans l'équipe du Racing Club de France[10] et est plusieurs années capitaine de l'équipe de tennis du Cercle du bois de Boulogne (Tir aux pigeons). Agent de change de profession, il épouse Jennie Ménage, petite-fille de Léon Liger, associé commanditaire du Bon Marché.
- Serge Rigault (1930-1999), fils du précédent et joueur du Racing Club de France, est un espoir du tennis français et participe notamment au tournoi de Roland-Garros en 1944[11] (Tournoi de France de tennis 1944). Son jeu lui vaut de figurer dans le film Tennis[12] de Marcel Martin, premier film consacré à l'Histoire du tennis avec les commentaires du poète Jean Cocteau. La séquence "Le petit Rigault et Pétra" le montre jouant contre Yvon Pétra vainqueur du tournoi de Roland-Garros en août 1944.  Jean Cocteau, narrateur du film, commente : Admirez un futur champion, le petit Rigault, cette fois c'est David et Goliath... Goliath s'amuse. C'est d'un style fantaisiste qu'il lui renvoie les pierres de sa fronde... David n'en est pas moins vainqueur. Mais Yvon Pétra garde sa tête sur ses épaules.[13]

### Décorations
- Officier de la Légion d'honneur en 1889,
- officier de l’ordre des Saints-Maurice-et-Lazare d’Italie,
- commandeur de Sainte-Anne de Russie,
- commandeur du Lion et du Soleil de Perse.

### Publication
Rapport sur le Matériel des chemins de fer (classe 61) de M. Fernand Clérault pour l’Exposition universelle de 1889 à Paris - Rapports du jury international, publiés sous la direction de M. Alfred Picard.